# Aricidea pacifica
Aricidea pacifica är en ringmaskart som beskrevs av Hartman 1944. Aricidea pacifica ingår i släktet Aricidea och familjen Paraonidae. Inga underarter finns listade i Catalogue of Life.